# Olen Zellweger
Olen Zellweger (Calgary, 10 settembre 2003) è un hockeista su ghiaccio canadese, difensore degli Anaheim Ducks.

## Primi anni
Zellweger nasce a Calgary e cresce nei suoi primi anni di vita a Bonnyville (Alberta). Qui muove i suoi primi passi nell'hockey su ghiaccio, vincendo un campionato Under 11 (Atom) con la squadra locale, i Bonnyville Pontiacs.

## Carriera professionistica

### Giovanili
Nel 2018, Zellweger viene selezionato dagli Everett Silvertips della Western Hockey League (WHL) nel prospect draft di quell'anno. Con i Silvertips debutta a 16 anni nella stagione 2019-20. Con i Silvertips disputerà ben 148 partite, con 28 goal e 103 assist. Dopo la stagione 2021-22 Zellweger viene premiato con il Bill Hunter Memorial Trophy come miglior difensore della WHL (primo giocatore nella storia dei Silvertips a ricevere questo premio).

### Anaheim Ducks
Con le sue ottime prestazioni in WHL, gli Anaheim Ducks decidono nel frattempo di selezionarlo al 2° round del Draft 2021, con la 34ª scelta assoluta. Il successivo 13 agosto 2021, Zellweger firma il suo primo contratto NHL, con un entry-level contract triennale.
Avendo meno di 20 anni e provenendo dalla WHL, i Ducks lo restituiscono temporaneamente agli Everett Silvertips, con cui gioca la stagione 2022-23. L'8 gennaio 2023 Zellweger (insieme al suo compagno di squadra Ryan Hofer) viene ceduto ai Kamloops Blazers impegnati nella Memorial Cup, in cambio di 4 giocatori e di ben 10 scelte al prospects draft. Nonostante i Blazers non abbiano vinto il titolo, Zellweger viene inserito nell'All-Star Team del torneo. La WHL, intanto, gli assegna il suo secondo Bill Hunter Memorial Trophy (il 6° nella storia dei Blazers). Insieme al suo compagno di squadra Logan Stankoven, Zellweger viene inserito nel First All-Star Team della CHL, e premiato con il CHL Defenceman of the Year.
Per la stagione 2023-24, i Ducks possono assegnarlo alla propria squadra affiliata nel campionato AHL, i San Diego Gulls, con cui disputa un'ottima stagione venendo selezionato per l'All-Star Game del campionato. Le sue prestazioni convincono quindi i Ducks a trasferirlo finalmente in NHL il 23 gennaio 2024, giorno in cui debutta nella vittoria contro i Buffalo Sabres (in cui mette a referto 1 assist). Dopo quattro partite i Ducks lo riportano ai San Diego Gulls, giusto in tempo per rappresentarli nell'All-Star Classic della AHL. Il 1° marzo 2024 ritorna ai Ducks, mentre in AHL guida la classifica dei difensori per goal e punti, mentre per gli assist è primo a pari merito: in questa stagione, con i Gulls totalizza 12 reti e 25 assist in 44 partite. È del 31 marzo 2024, intanto, il suo primo goal in NHL, segnato contro i Vancouver Canucks. Con i Ducks conclude la stagione con 26 presenze, 2 goal e 7 assist.

## Nazionale
Il debutto a livello internazionale con la nazionale canadese di Zellweger risale ai Mondiali U18 del 2021, disputati negli Stati Uniti, nei quali il difensore mette a referto 8 punti in 7 gare e con i suoi compagni batte la selezione della Russia vincendo l'oro.
Sei mesi più tardi, Zellweger viene convocato con la nazionale Under 20 in occasione dei Mondiali di categoria da disputarsi nel dicembre 2021. Tuttavia, a causa della pandemia di COVID-19, il torneo viene interrotto e posticipato all'agosto 2022, con le statistiche individuali conservate ma i risultati annullati. Nel nuovo torneo, Zellweger ha un ruolo fondamentale nella vittoria dell'oro, venendo nominato anche nell'All-Star Team. Zellweger viene nuovamente convocato per i Mondiali U20 2023, dove vince nuovamente l'oro (il 20° nella storia della nazionale canadese).
Dopo la conclusione della stagione NHL 2023-24, Zellweger viene convocato per la prima volta con la nazionale maggiore in occasione dei Mondiali 2024.

## Palmarès

### Nazionale

#### Mondiali U18
- 1 medaglia:
  - 1 oro (Stati Uniti 2021)

#### Mondiali U20
- 2 medaglie:
  - 2 ori (Canada 2022, Canada 2023)

### Individuale

#### CHL
- CHL Defenceman of the Year (2023)[20]
- First All-Star Team (2023)[21]
- Memorial Cup All-Star Team (2023)[22]

#### WHL
- Bill Hunter Memorial Trophy (2022,2023)[23][24]
- United States First All-Star Team (2022)
- British Columbia First All-Star Team (2023)

#### Nazionale
- World Junior Championship Media All-Star Team (2022)[25]